# Nhậy lớn Willowherb
Nhậy lớn Willowherb, tên khoa học Proserpinus proserpina, là một loài bướm đêm thuộc họ Sphingidae. Chúng được tìm thấy ở Armenia, Áo, Azerbaijan, Bỉ, Bulgaria, Đan Mạch, Pháp, Đức, Hy Lạp, Hungary, Iran, Iraq, Israel, Ý, Kazakhstan, Liban, Maroc, Bồ Đào Nha, Ba Lan Tây Ban Nha, Thụy Sĩ, Syria, Thổ Nhĩ Kỳ, Turkmenistan và Uzbekistan.

## Hình ảnh

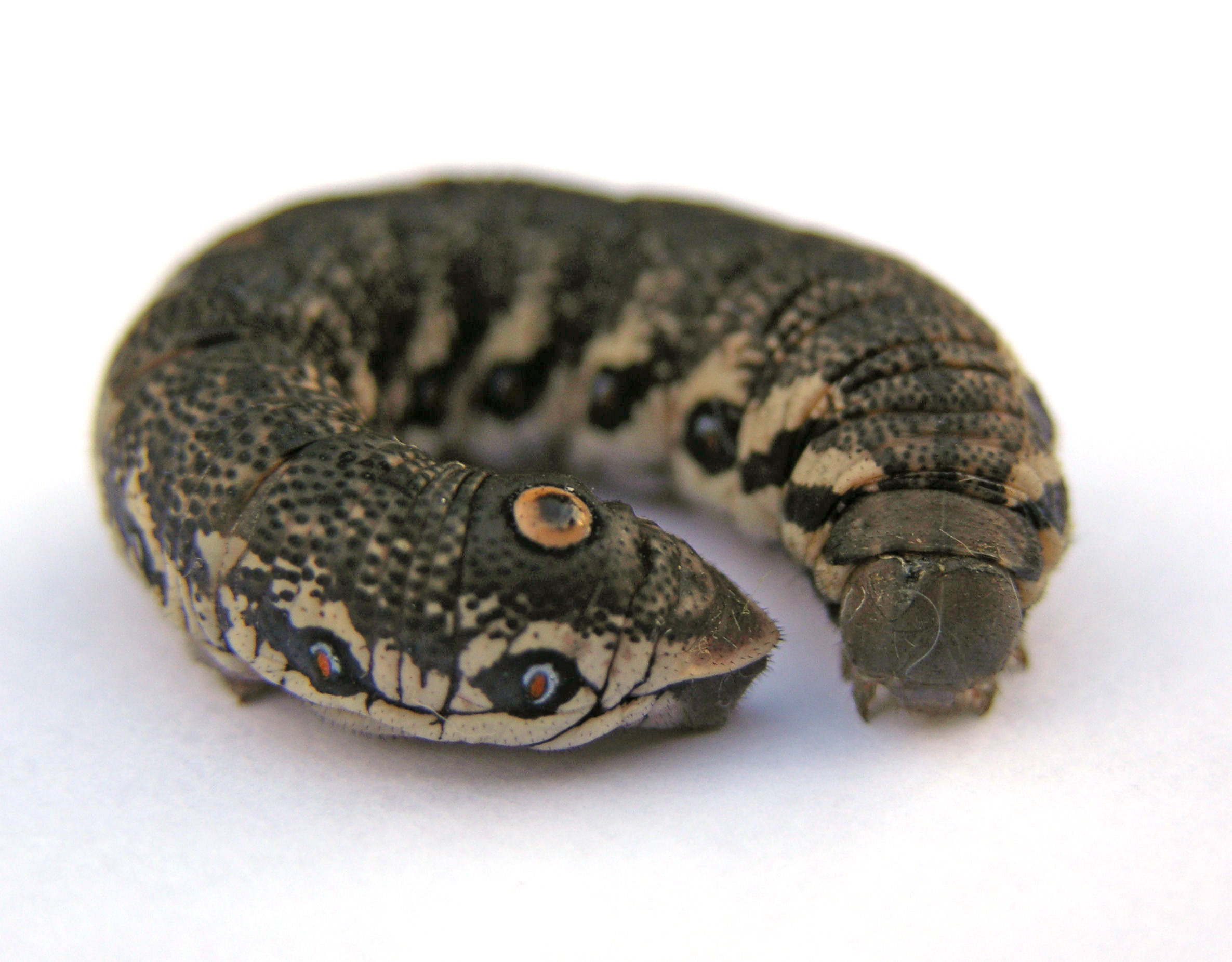
Caterpillar
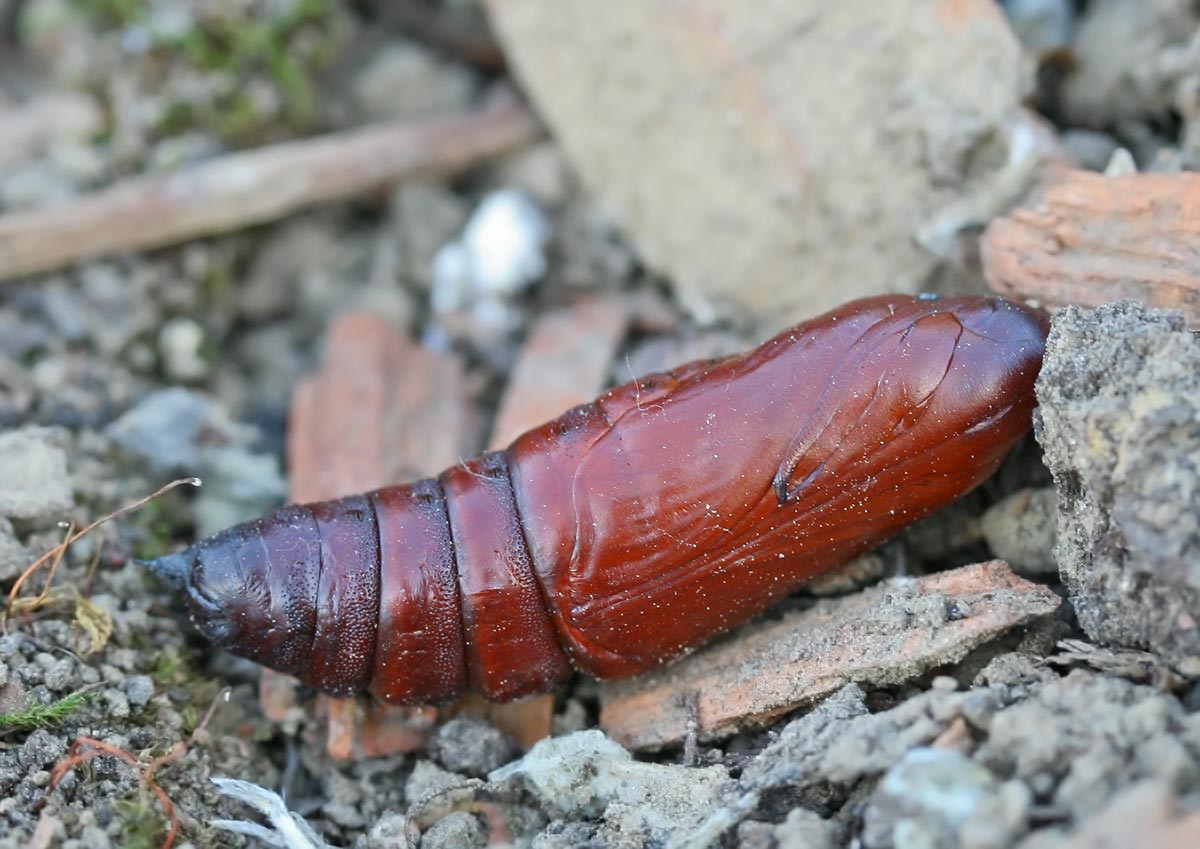

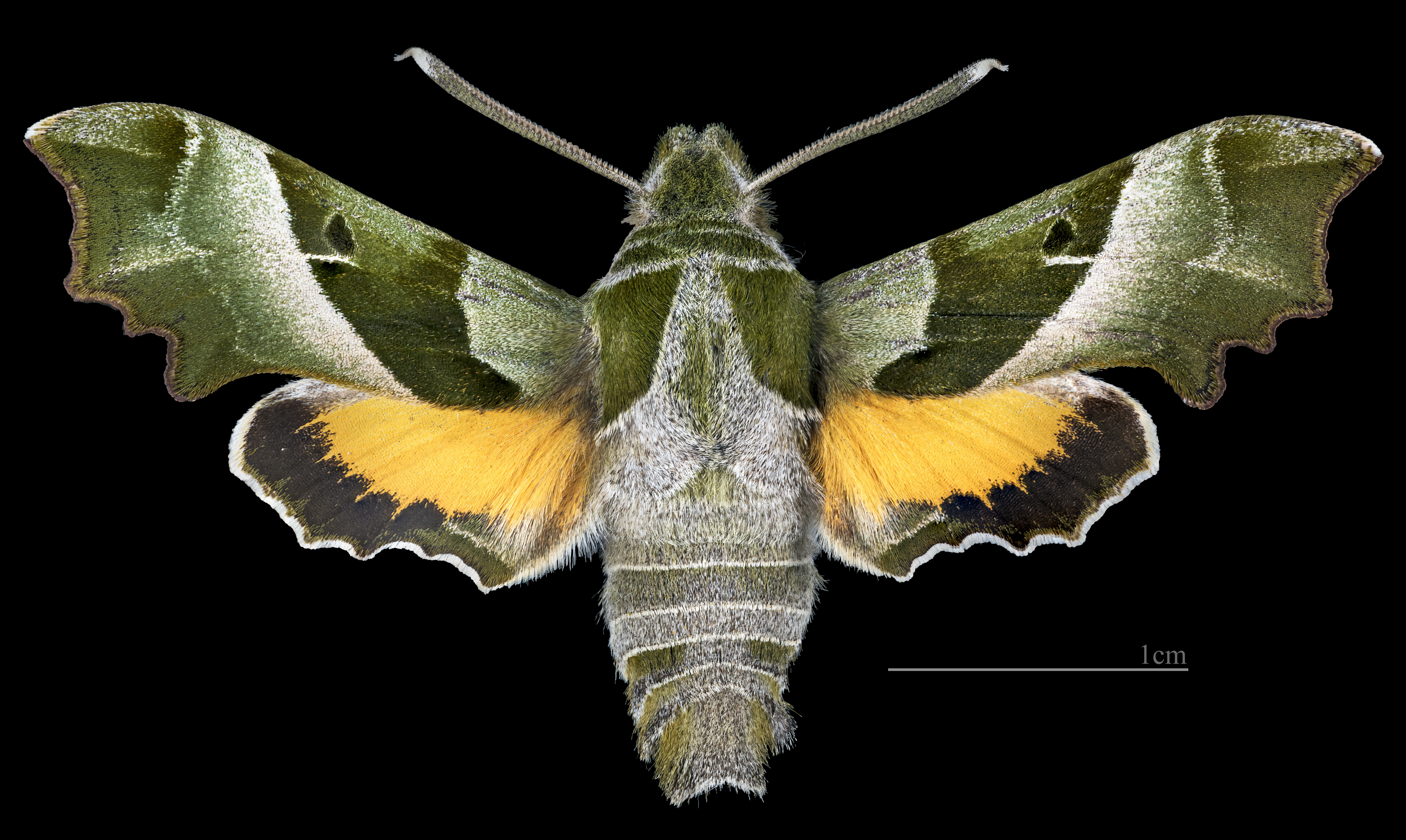
Proserpinus proserpina ♂
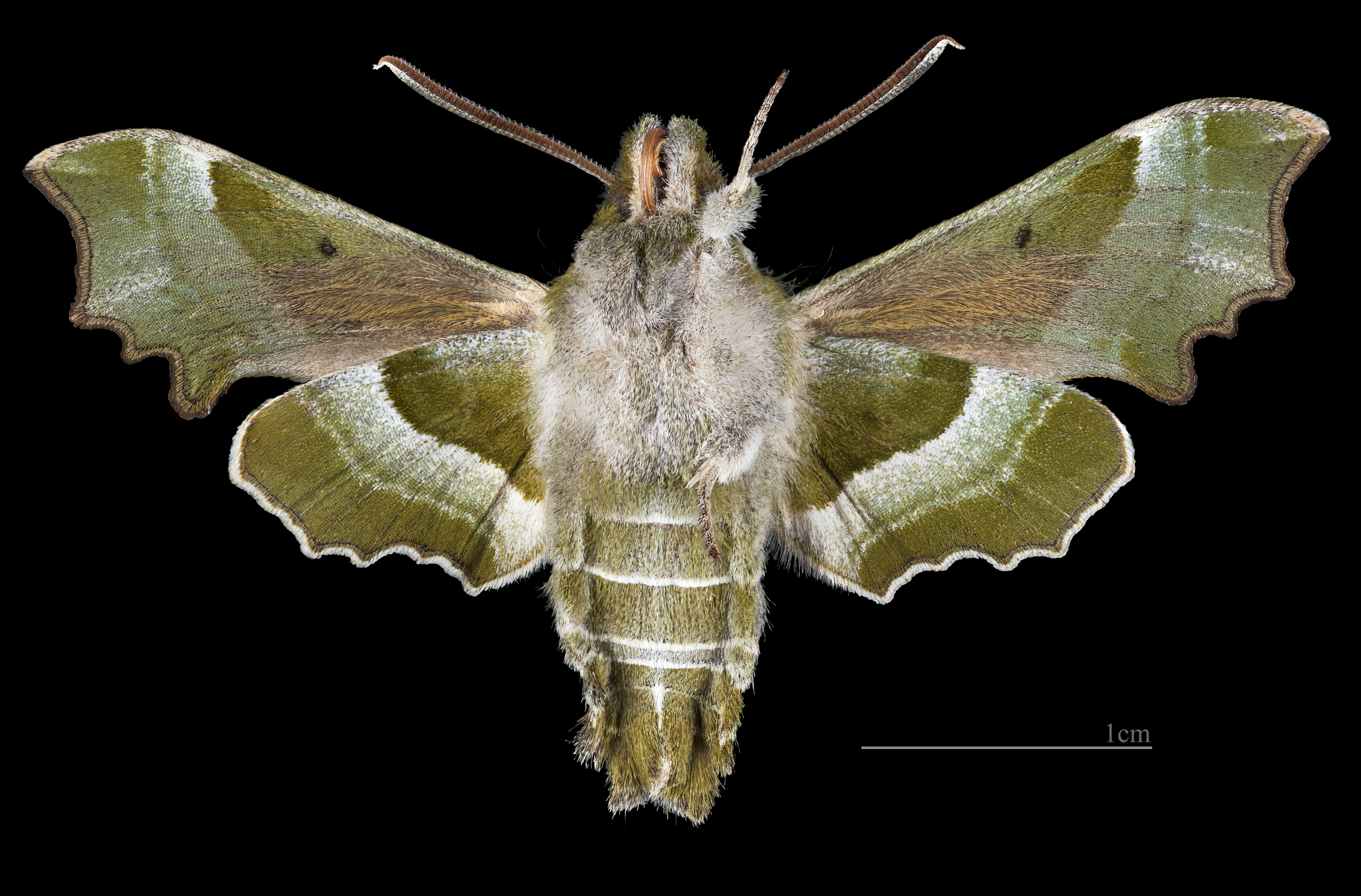
Proserpinus proserpina ♂  △
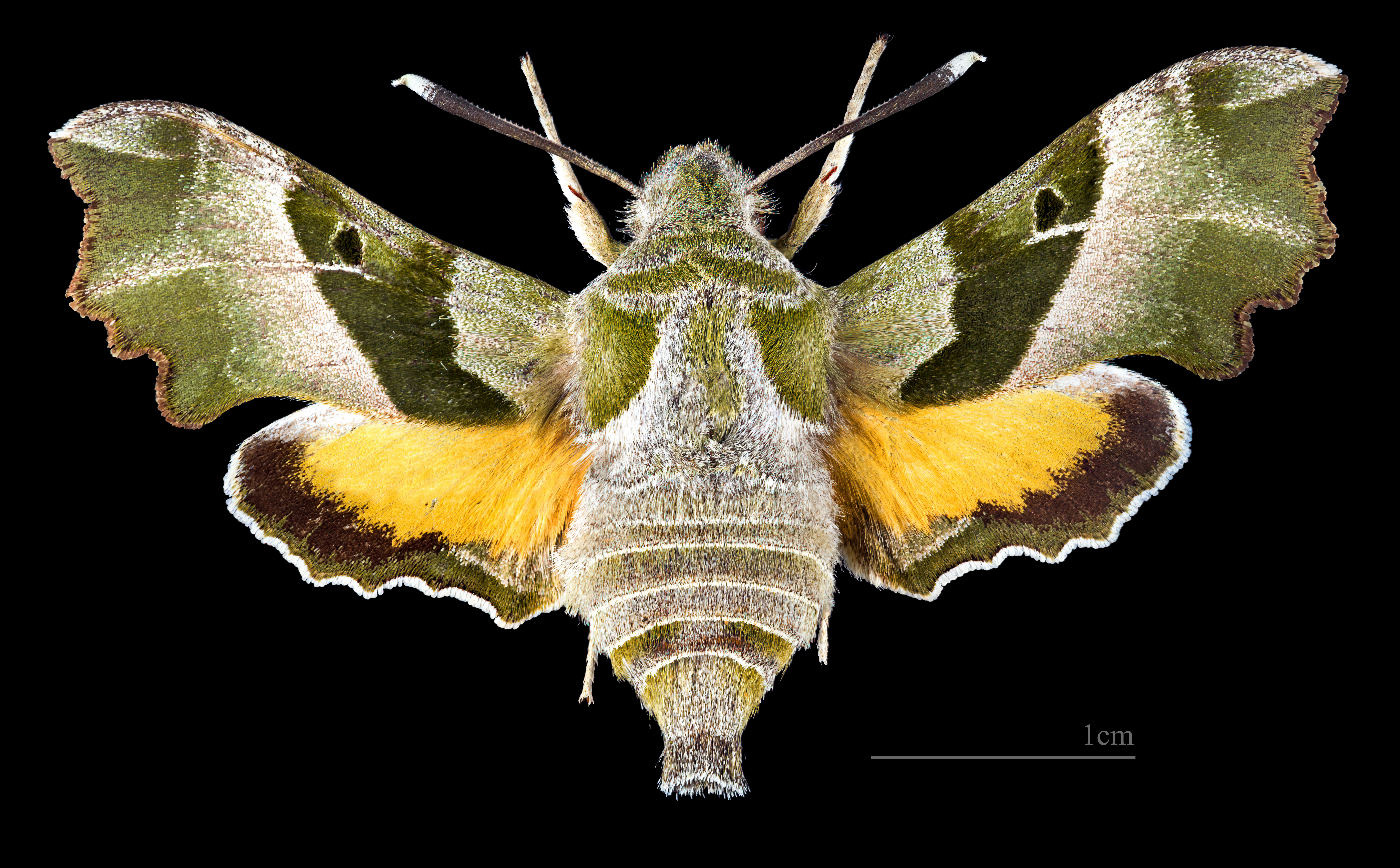
Proserpinus proserpina ♀
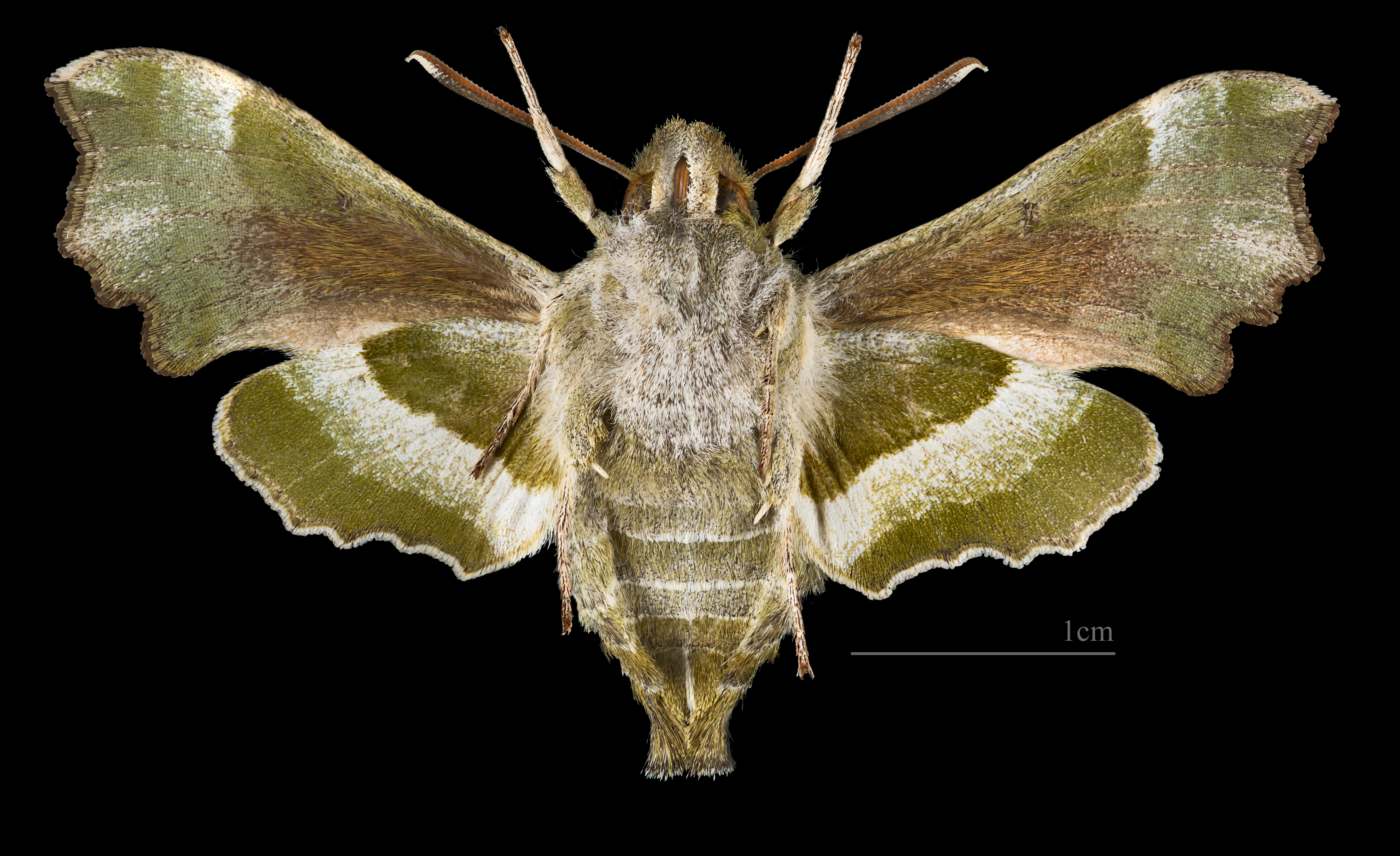
Proserpinus proserpina  ♀ △